# Melina Matsoukas
Melina Matsoukas es una directora de videoclips nacida el 14 de enero de 1981.

## Vida y Carrera
Melina tiene ascendencia griega, judía, cubana y jamaicana. Incluso su apellido está en griego, 
Μελίνα Ματσούκα. Se graduó del American Film Institute y de la Universidad de Nueva York. Agarró sus tesis en Vidseos Musicales.
Matsoukas comenzó a trabajar en la ahora extinta productora de videos Gorila Flix y actualmente trabaja en el Dog Black Films/RSA, con quien firmó desde 2006.
Su trabajo se describe como "tiza de colores brillantes o imágenes nítidas en blanco y negro, luces suaves y elegantes modelos de video retro." Matsoukas dice que un equipo caro, no es necesario para una calidad de vídeo y uno nunca debe pensar que manera: "Un buen vídeo tiene el derecho de efectos visuales, un bien conceptualizado . historia y debe ser emocionante y provocar una reacción "En una entrevista de Venus Zine Fall 's 2010 de la revista, ella dice acerca de ser parte del mundo, videos musicales, "Me encanta la respuesta rápida, la creatividad.." [ 5 ] En cuanto al concepto de vídeo Solange Knowles "decidí", Matsoukas declaró: "Este es su concepto de lo que he definitivamente sólo se desarrolló y poner mi marca en que. "

## Filmografía
2006
- "Dem Girls" - Red Handed feat. Paul Wall & Scooby
- "Go 'Head" - Ali & Gipp feat. Chocolate Tai
- "Need a Boss" - Shareefa feat. Ludacris
- "Cry No More" - Shareefa
- "Hey Hey" - 216
- "Money Maker" - Ludacris feat. Pharrell
- "Dangerous" - Ying Yang Twins feat. Wyclef Jean
- "Help" - Lloyd Banks feat. Keri Hilson

2007
- "Because of You" - Ne-Yo
- "Green Light" - Beyoncé
- "Kitty Kat" (codirigido por Beyoncé Knowles) - Beyoncé
- "Suga Mama" (codirigido por Beyoncé Knowles) - Beyoncé
- "Upgrade U" (codirigido por Beyoncé Knowles) - Beyoncé feat. Jay-Z
- "Tambourine" - Eve feat. Swizz Beatz
- "Do You" - Ne-Yo
- "Give It to You" - Eve feat. Sean Paul
- "Bleeding Love" - Leona Lewis (UK version)
- "Hold It Don't Drop It" - Jennifer Lopez
- "Sensual Seduction" - Snoop Dogg
- "How Do I Breathe" - Mario

2008
- "In My Arms" - Kylie Minogue
- "Wow" - Kylie Minogue
- "Modern World" - Anouk
- "Closer" - Ne-Yo
- "I Decided" - Solange
- "Just Dance" - Lady Gaga feat. Colby O'Donis
- "Energy" - Keri Hilson
- "Good Good - Ashanti
- "Beautiful, Dirty, Rich" - Lady Gaga
- "Go Girl" - Ciara feat. T-Pain
- "Return The Favor" - Keri Hilson feat. Timbaland
- "Diva" - Beyoncé
- "Thinking of You" - Katy Perry

2009
- "I Will Be" - Leona Lewis
- "So Good" - Electrik Red
- "Not Fair" - Lily Allen
- "Sweet Dreams" (I Am... Tour interlude video) - Beyoncé
- "Work" - Ciara feat. Missy Elliott
- "I Look To You" - Whitney Houston
- "Million Dollar Bill" - Whitney Houston
- "Sex Therapy" - Robin Thicke
- "Never Knew I Needed" - Ne-Yo
- "Hard" - Rihanna feat. Young Jeezy

2010
- "Rude Boy" - Rihanna
- "Put It in a Love Song" - Alicia Keys feat. Beyoncé
- "Why Don't You Love Me" (codirigido por Beyoncé Knowles) - Beyoncé
- "Rockstar 101" - Rihanna feat. Slash
- "Gimmie Dat" - Ciara

2011
- "S&M" (co-directed by Rihanna) - Rihanna
- "Move Your Body" - Beyoncé
- "I'm Into You" - Jennifer Lopez feat. Lil Wayne
- "We Found Love" - Rihanna feat. Calvin Harris

2012
- "Your Body" - Christina Aguilera
- "Looking Hot" - No Doubt

### 2013
- "Pretty Hurts" - Beyoncé

### 2016
- "All Night" - Beyoncé
- "Formation" - Beyoncé